# 斯特拉日斯凱
斯特拉日斯凱（斯洛伐克語：Strážske）是斯洛伐克的城鎮，位於該國東部拉博雷茨河畔，由科希策州負責管轄，面積24.77平方公里，海拔高度135米，2006年人口4,551，其中六成居民信奉羅馬天主教。

## 友好城市
- 波蘭温波雷特（英语：Nieporęt）
- 捷克德拉汉斯卡·弗尔乔维纳（捷克語：Drahanská vrchovina）
- 保加利亚下巴尼亞

## 外部連結
- www.strazske.sk （页面存档备份，存于）